# Missouri durant la guerre de Sécession
Le Missouri durant la guerre de Sécession, est un État limitrophe très contesté, habité par des sympathisants de l'Union et de la Confédération. Il envoie des armées, des généraux et du ravitaillement aux deux camps. il est représenté par une étoile sur les deux drapeaux, maintient des gouvernements duaux, et subit une guerre sanglante interne, voisins contre voisins, au sein de la guerre nationale plus importante.
État esclavagiste depuis son accession à l'Union en 1821, la position géographique du Missouri au centre du pays et à la bordure rurale de la frontière américaine assure qu'il reste un champ de bataille clivant pour les idéologies opposées nordiste et sudiste dans les années qui précèdent la guerre. Lorsque la guerre éclate en 1861, il devient clair que le contrôle du fleuve Mississippi et du nœud économique en plein essor de Saint-Louis durant la guerre de Sécession font du Missouri un territoire stratégique sur le théâtre du trans-Mississippi.
À la fin de la guerre en 1865, près de 110 000 Missourians ont servi dans l'armée de l'Union et au moins 30 000 dans l'armée confédérée ; beaucoup ont combattu dans des bandes de partisans pro-confédérés connus sous le nom de bushwhacker,. La guerre au Missouri est continue entre 1861 et 1865, avec des batailles et d'escarmouches dans toutes les régions de l'État, des frontières de l'Iowa et l'Illinois au nord-est jusqu'à la frontière de l'Arkansas au sud-est et au sud-ouest. En comptant les actions mineures et les escarmouches, le Missouri subit plus de 1 200 engagements distincts dans ses frontières ; seuls la Virginie et le Tennessee en ont eu plus.
La première bataille majeure de la guerre de Sécession à l'ouest du fleuve Mississippi se déroule le 10 août 1861 à Wilson's Creek, tandis que la bataille la plus importante à l'ouest du fleuve Mississippi est la bataille de Westport à Kansas City en 1864.

## Origines

### Compromis du Missouri
Le Missouri est colonisé d'abord par des sudistes voyageant vers l'amont du fleuve Mississippi et de la rivière Missouri. Beaucoup amènent des esclaves avec eux. Le Missouri entre dans l'Union en 1821 en tant qu'État esclavagiste à la suite du compromis du Missouri par lequel le Congrès décide que l'esclavage serait illégal dans tous les territoires au nord de la latitude 36°30' à l'exception du Missouri. En contrepartie le Maine entre dans l'Union en tant qu'État libre pour équilibrer le Missouri.

### Bleeding Kansas
Des plus grandes préoccupations des propriétaires d'esclaves du Missouri dans les années précédant la guerre est une loi fédérale qui décrète que si un esclave entre physiquement dans un État libre, l'esclave est émancipé[citation nécessaire]. Le chemin de fer clandestin, un réseau de maisons en sécurité par lesquelles les esclaves en fuite peuvent trouver une protection et un refuge pendant qu'ils se dirigent vers le nord, est déjà créé dans l'État, et les propriétaires d'esclaves s'inquiètent de la possibilité que l'ensemble de la frontière occidentale du Missouri devienne un canal pour le chemin de fer clandestin si les territoires adjacents deviennent des États libres.
En 1854, la loi Kansas–Nebraska annule la politique mise en place par le compromis du Missouri en permettant aux territoires du Kansas et du Nebraska de voter pour savoir s'il rejoindront l'Union en tant qu'État libre ou esclavagiste. Le résultat est une guerre de facto entre les habitants pro-esclavagistes du Missouri, appelés Border Ruffians, et les Free-Staters (en) du Kansas, chacun voulant influencer la façon dont le Kansas entrera dans l'Union. Le conflit implique des attaques et des meurtres des partisans des deux camps, avec le saccage de Lawrence par les forces pro-esclavagistes et le massacre de Pottawatomie mené par l'abolitionniste John Brown qui sont les plus notables. Le Kansas approuve d'abord une constitution pro-esclavagiste appelée la constitution de Lecompton, mais après son rejet par le Congrès des États-Unis, l'État approuve la constitution de Wyandotte (en) anti-esclavagiste et est admis dans l'Union en janvier 1861. La violence le long de la frontière du Kansas et du Missouri présage la violence nationale qui s'annonce, et se poursuivra tout au long de la guerre de Sécession.

### Décision Dred Scott

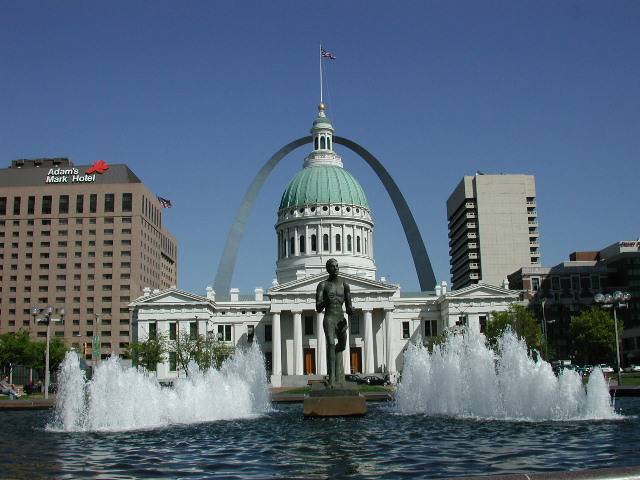
Vieux palais de justice de Saint-Louis où le cas Dred Scott est plaidé.

Dans le contexte du Bleeding Kansas, le cas Dred Scott, un esclave qui en 1846 intente un procès pour obtenir la liberté de sa famille à Saint-Louis, atteint la cour suprême des États-Unis. En 1857, la cour suprême transmet sa décision, statuant que les esclaves ne sont pas automatiquement émancipés en entrant simplement dans un État libre, mais de façon plus controversée qu'aucun descendant africain n'est considéré comme un citoyen des États-Unis et qu'en conséquence que les Afro-Américains ne peuvent pas initier une action légale devant une cour, même s'ils sont clairement dans une position qui pourrait conduire à une réclamation valable. La décision calme les escarmouches entre les partisans du Missouri et du Kansas, mais sa publicité enflamment les abolitionnistes dans tout le pays et contribue à la rhétorique au vitriole qui mène à la guerre de Sécession.

### Pony Express

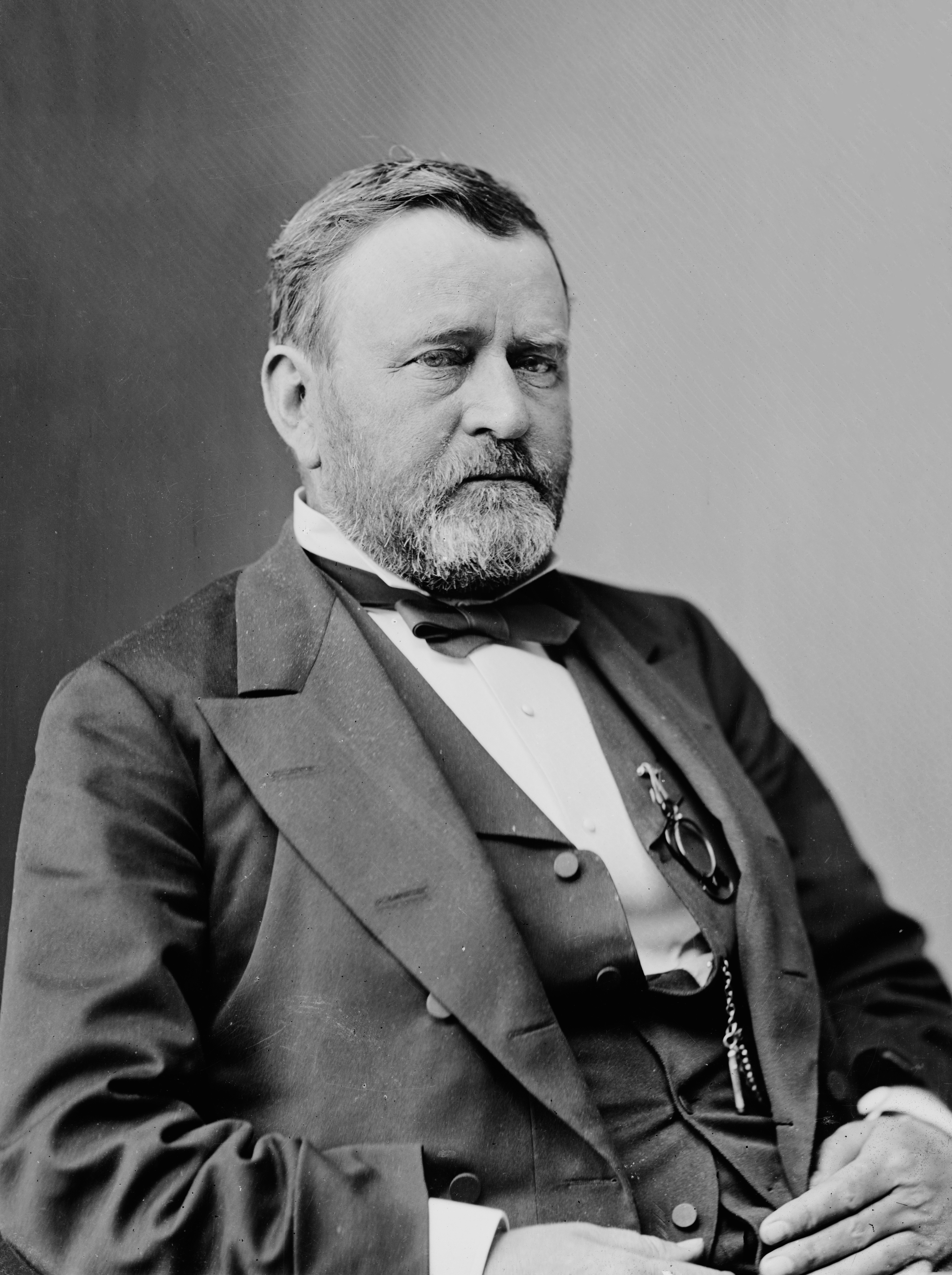
Ulysses S. Grant

Le gouvernement fédéral pense depuis longtemps à faciliter une communication plus rapide avec les citoyens américains de la Californie, et alors que la guerre approche, l'importance de relier un autre État libre, au moins symboliquement, au reste de l'Union incite à tenter d'organiser des réseaux de communication à longue distance. En 1860, il faut 25 jours à un message pour atteindre la côte du Pacifique à partir ce que qui est alors le terminus ferroviaire le plus occidental à St-Joseph. La société Russell, Majors and Waddell (en) propose de le faire en 10 jours en utilisant un système de relais de chevaux. Le Pony Express qui en résulte, commence ses opérations le 3 avril 1860. La première responsabilité d'Ulysses S. Grant lors de la guerre de Sécession est de protéger le chemin de fer d'Hannibal et de St-Joseph, qui transporte ces messages. Près d'une année après la chevauchée du Missouri jusqu'à San Francisco, l'achèvement de la ligne du télégraphe transcontinental rend le Pony Express obsolète.

### Neutralité armée
En 1860, les premiers colons sudistes du Missouri ont été supplantés par une population non propriétaire d'esclaves plus diverse, dont d'anciens nordistes, particulièrement des immigrants allemands (en) et irlandais. Lorsque la guerre semble inévitable, le Missouri espère rester en dehors du conflit tout en restant dans l'Union mais militairement neutre - sans fournit des hommes ou du ravitaillement et promettant de combattre toute troupes de n'important quel camp qui entrerait dans l'État. La politique est définie en 1860 par le gouverneur sortant Robert Marcellus Stewart (en), qui a des inclinations nordiques. Il est théoriquement réaffirmé par le nouveau gouverneur Claiborne Fox Jackson, qui a des tendances sudistes. Jackson, cependant, précise dans son discours inaugural que dans le cas d'une « coercition » fédérale à l'encontre des États sudistes, le Missouri devrait soutenir et défendre ses « États sudistes frères ». La convention constitutionnelle (en) pour discuter de la sécession avec Sterling Price la présidant. Les délégués votent de rester dans l'Union et soutient la position de neutralité.

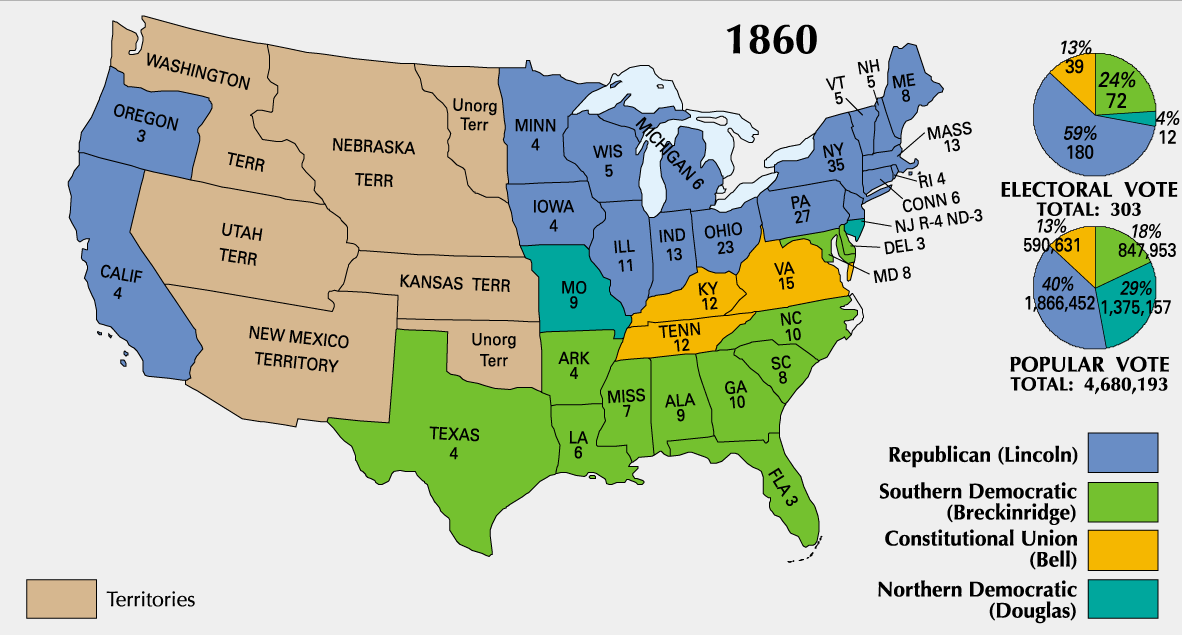
Voix à l'élection présidentielle par État de 1860

Lors de l'élection présidentielle américaine de 1860, Abraham Lincoln obtient seulement 10 % des voix du Missouri, alors que 71 % vont en faveur de John Bell ou Stephen A. Douglas, tous deux souhaitant maintenir le statu quo. Douglas remporte finalement de peu les votes du Missouri contre Bell - un des deux seuls États remportés par Douglas, l'autre étant le New Jersey - et les 19 % restants allant au démocrate sudiste John C. Breckinridge.

### Démographie du Missouri en 1860
Au moment du recensement des États-Unis de 1860, la population totale du Missouri est de 1 182 012 dont 114 931 (9,7 %) sont esclaves. La plupart des esclaves vivent dans les régions rurales plutôt qu'en ville. Sur 299 701 réponses sur le « métier », 124 989 personnes se déclarent comme des « agriculteurs », et 39 396 comme des « ouvriers agricoles ». Les catégories les plus représentées suivantes sont les « ouvriers » (30 688), les « forgerons » (4 349) et les « marchands » (4 245).
Moins de la moitié de la population de l'État est répertoriée comme née dans l'État (475 246, ou 40 %). Ceux qui ont émigré en provenance d'autres États viennent principalement du Kentucky (99 814), du Tennessee (73 504), de Virginie (53 937), de l'Ohio (35 380), de l'Indiana (30 463), et l'Illinois (30 138), et en moindre importance des autres États. 906 540 personnes (77 %) sont répertoriées comme étant nées aux États-Unis. Sur les 160 541 personnes résidentes au Missouri nées à l'étranger, la plupart viennent des états allemands (88 487), d'Irlande (43 481), d'Angleterre (10 009), de France (5 283) et de Suisse (4 585).
| Villes les plus peuplées : - 160 773 Saint-Louis - 9 485 District No. 18 in Callaway County - 8 932 St-Joseph - 6 503 Hannibal - 5 848 Comté central de Saint-Louis - 4 789 St-Ferdinand dans le comté de Saint-Louis - 4 474 Blue in Jackson County - 4 418 Kansas City - 4 122 Lexington | Comtés les plus peuplés : - 190 524 Comté de Saint-Louis - 23 861 Comté de Buchanan - 22 896 Jackson County - 20 038 Lafayette County - 19 486 Boone County - 18 838 Marion County - 18 417 Pike County - 18 350 Platte County | Ceux avec le plus d'esclaves : - 6 374 Lafayette County - 5 886 Howard County - 5 034 Boone County - 4 876 Saline County - 4 523 Callaway County - 4 346 Comté Saint-Louis - 4 055 Pike County - 3 313 Platte County - 3 021 Monroe County - 3 017 Marion County |

## Crise de la Sécession
Opérations pour contrôler le Missouri
- Boonville
- Cole Camp
- Carthage
- Wilson's Creek
- Dry Wood Creek
- Liberty
- Lexington (1re)
- Fredericktown
- Springfield (1re)
- Mount Zion Church
- Blackwater Creek (en)

### Missouri et l'élection de 1860

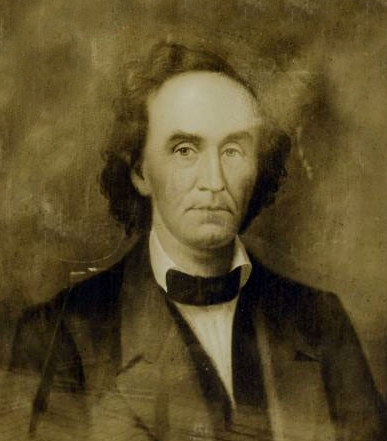
Claiborne Fox Jackson

Lors de l'élection de 1860, le gouverneur nouvellement élu est Claiborne Fox Jackson, un politicien de carrière et ardent partisan du Sud.
Jackson fait campagne comme démocrate « Douglas », en faveur d'un programme de conciliation sur les problèmes qui divisent les pays. Après son élection, cependant, Jackson commence immédiatement à travailler en sous main pour promouvoir la sécession du Missouri,. En plus de planifier la prise de l'arsenal fédéral de St. Louis, Jackson conspire avec des banquiers de haut rang du Missouri pour détourner de l'argent pour armer les troupes de l'État, une mesure que l'assemblée générale du Missouri a jusqu'alors refusé de prendre.

### Affaire du camp Jackson
La neutralité du Missouri est testée précocement lors d'un conflit avec le arsenal de St. Louis (en). Le gouvernement fédéral renforce la petite garnison de l'arsenal avec plusieurs détachement, plus particulièrement du 2nd Infantry sous les ordres du capitaine Nathaniel Lyon. L'autre arsenal fédéral au Missouri, l'arsenal de Liberty (en), est capturé le 20 avril 1861 par des milices sécessionnistes et, le secrétaire à la guerre Simon Cameron inquiet des rapports généralisés que le gouverneur Jackson tente d'utiliser la milice volontaire du Missouri (en) pour attaquer aussi l'arsenal de St. Louis et saisir ses 39 000 armes, ordonne à Lyon (agissant à ce moment en tant que commandant) d'évacuer la majorité des munitions hors de l'État du Missouri. 21 000 fusils sont évacués secrètement vers Alton en Illinois au cours de la soirée du 29 avril 1861. Au même moment, le gouverneur Jackson fait appel à la milice de l'État du Missouri sous les ordres du brigadier général Daniel M. Frost (en) pour des manœuvres dans la banlieue de St. Louis au camp Jackson. Ces manœuvres sont percues par Lyon comme une tentative de capturer l'arsenal. Le 10 mai 1861, Lyon attaque la milice et la convoie dans les rues de St. Louis. Une émeute éclate, et les troupes de Lyon, une milice du Missouri composée principalement d'immigrant allemands, ouvrent le feu sur la foule qui attaque, tuant 28 personnes et en blessant 100 autres.
Le lendemain, l'assemblée générale du Missouri autorise la formation de la garde de l'État du Missouri avec le major général Sterling Price en tant que son commandant pour résister aux invasions de l'un des deux camps (mais initialement de l'armée de l'Union). William S. Harney, commandant fédéral du département de l'ouest (en), se déplace pour calmer la situation en acceptant la neutralité du Missouri avec le traité Price-Harney (en). Cela conduit les sympathisants confédérés à s'emparer de la plus grande partie du Missouri, les pro-Unionistes étant harcelés et contraints de partir. Le président Lincoln annule le traité et relève Harney de son commandement, le remplaçant par Lyon.

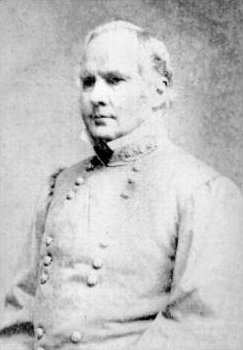
Sterling Price

Le 11 juin 1861, Lyon rencontre le gouverneur Jackson et Price à l'hôtel Planter's House de St. Louis. La rencontre, théoriquement pour discuter de la possibilité de poursuivre le traité Price-Harney entre les forces des États-Unis et de l'État, se retrouve rapidement dans une impasse sur la souveraineté et les pouvoirs gouvernementaux. Jackson et Price, qui travaille à la construction de la nouvelle garde de l'État du Missouri en neuf districts militaires couvrant l'État, veulent contenir l'emprise fédérale au bastion unioniste de St. Louis. Jackson demande que les forces fédérales soient contenues au frontières de St. Louis, et que les « Home Guards » du Missouri pro-unionistes soient démantelées dans plusieurs villes du Missouri. Lyon refuse et déclare que si Jackson insiste ainsi sur la limitation du pouvoir du gouvernement fédéral, « cela veut dire la guerre ». Après avoir fait escorté Jackson hors des lignes, Lyon commence à poursuivre Jackson et Price et son gouvernement élu de l'État lors de la bataille de Boonville et celle de Carthage. Jackson et d'autres politiciens pro-confédérés fuient dans la partie méridionale de l'État. Jackson et l'assemblée générale « croupion » installe finalement un gouvernement en exil à Neosho et édite une ordonnance de sécession. Ce gouvernement est reconnu par le reste de la Confédération malgré l'absence de plébiscite de la « loi » (comme cela est requis par la loi de l'État du Missouri) et bien que le gouvernement de Jackson n'ait aucun pouvoir au Missouri.

### Gouvernements duaux
Le 22 juillet 1861, à la suite de la capture de la capitale du Missouri par Lyon à Jefferson City, la convention constitutionnelle du Missouri (en) est re-convoquée et déclare le poste de gouverneur du Missouri vacant. Le 28 juillet, elle nomme l'ancien juge en chef de la cour suprême du Missouri Hamilton Rowan Gamble (en) en tant que gouverneur de l'État et accepte de respecter la demande de Lincoln pour des troupes. Le gouvernement provisoire du Missouri débute l'organisation de nouveaux régiments pro-unionistes. Certains, comme le 1st Missouri Cavalry (en), combattront pendant toute la durée de la guerre de Sécession,. D'ici la fin de la guerre, quelque 447 régiments du Missouri Regiments auront combattu pour l'Union, avec beaucoup d'hommes servant dans plus d'un régiment.
En octobre 1861, ceux qui restent du gouvernement de l'État élu qui sont en faveur du Sud, don Jackson et Price, se rencontrent à Neosho et votent formellement pour la sécession de l'Union (en). La mesure leur donne des voix au congrès confédéré, mais est symbolique puisqu'ils n'ont aucun contrôle sur l'État. La capitale est finalement déplacée à Marshall, au Texas. Lorsque Jackson meurt en exercice en 1862, son lieutenant-gouverneur Thomas Caute Reynolds (en) lui succède.

## Premières actions militaires, 1861–1862
Les actions militaires au Missouri sont généralement divisées en trois phases, débutant avec le renvoi par l'Union du gouverneur Jackson et la poursuit de Sterling Price et de sa garde de l'État du Missouri en 1861 ; une période de guérilla d'embuscade de voisins contre voisins de 1862 à 1864 (qui a continué longtemps après la fin de la guerre partout ailleurs, jusqu'à au moins 1889) ; et finalement la tentative de Sterling Price de reprendre l'État en 1864.

### Bataille de Wilson's Creek, siège de Lexington et ascendant rebelle

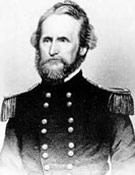
Nathaniel Lyon

La plus grande bataille de la campagne d'éviction de Jackson est la bataille de Wilson's Creek près de Springfield au Missouri le 10 août 1861. La bataille marque la première fois où la garde de l'État du Missouri combat aux côtés des forces confédérées. Une force combinée de plus de 12 000 soldats confédérés, les troupes de l'État de l'Arkansas et les gardes de l'État du Missouri sous les ordres du brigadier général confédéré Benjamin McCulloch combattent approximativement 5 400 fédéraux lors d'une bataille éprouvante de six heures. Les forces de l'Union subissent près de 1 300 pertes dont Lyon qui est touché mortellement. Les confédérés perdent 1 200 hommes. Les confédérés épuisés ne poursuivent pas de près les fédéraux en retraite. Dans les suites de la bataille, les commandants sudistes sont en désaccord sur la prochaine étape. Price plaide pour une invasion du Missouri. McCulloch, inquiet pour la sécurité de l'Arkansas et le territoire indien et sceptique pour trouver suffisamment de ravitaillement pour son armée dans le centre du Missouri, refuse. Les troupes confédérées et de l'Arkansas refluent vers la frontière, alors que Price emmènent ses gardes dans le nord-ouest du Missouri pour tenter de reprendre l'État.
La garde de l'État du Missouri enhardie de Price marche sur Lexington, assiégeant la garnison du colonel James A. Mulligan (en) lors du siège de Lexington du 12-20 septembre. Déployant des balles de chanvre mouillées comme des parapets mobiles, l'avance rebelle est protégée conte les tirs, dont des obus chauffés. Au début de l'après-midi du 20 septembre, la fortification roulante a suffisamment avancé pour que les sudistes prennent les ouvrages unionistes lors d'un rush final. À 14 heures, Mulligan s'est rendu. On rapporte que Price est si impressionné par le comportement et la conduite de Mulligan pendant et après la bataille qu'il lui offre son propre cheval et boguet, et ordonne qu'il soit escorté en sécurité vers les lignes de l'Union. Des années plus tard, dans son livre « The Rise and Fall of the Confederate Government », le président confédéré Jefferson Davis est d'avis que « l'emploi des balles de chanvre est une conception brillante, similaire a ce qu'a fait Tarik, le guerrier sarrasin, immortel, et qui a donné son nom au pilier nord d'Hercules »(p432).
Les espoirs de familles à tendance sudistes, pour la plupart dépendant de l'agriculture, dont Jesse James et sa famille à Liberty fluctuent avec les nouvelles des batailles de Price. « Si Price réussit, tout l'État du Missouri peut tomber dans les mains de la Confédération. Comme chacun le sait, cela forcera Lincoln à accepter l'indépendance du sud, à la lumière des victoires rebelles précédentes. Après tout, personne n'aspire à ce que la guerre dure plus longtemps. ». Le siège et la bataille de Lexington, aussi appelé la bataille des balles de chanvre, est un grand succès pour les rebelles, et signale l'ascendant rebelle, quoique temporaire, dans l'ouest et le sud-ouest du Missouri. Combiné avec la perte du leader charnière de la campagne fédérale dans l'ouest Nathaniel Lyon, et la défaite retentissante de l'Union de la première bataille majeure terrestre à Bull Run, les sécessionnistes du Missouri jubilent. Des histoires et rumeurs exagérées des succès confédérés se répandent facilement à cette époque de communications lentes, souvent basées sur le cheval. Le « Daily Missouri Republican » démocrate unioniste (nommé ironiquement) de St. Louis rapporte quelques rumeurs sécessionnistes une semaine après la victoire rebelle à Lexington :

« Un groupe avec lequel j'ai conversé, dit que personne ne sait à quel point la cause de la sécession a été renforcée depuis la marche de Price vers Lexington, et particulièrement depuis sa reddition. Les rebelles jubilent et jurent qu'ils conduiront les fédéralistes dans le Missouri et le Mississippi avant la fin de deux mois.
Un groupe de rebelles a récemment déclaré que Lincoln avait été pendu par Beauregard, et que pendant les semaines précédentes, le congrès national avait lieu à Philadelphie.
Les rapports sont répandus dans l'ouest du Missouri que la Confédération du Sud a été reconnue par l'Angleterre et la France, et qu'avant la fin du mois d'octobre le blocus sera brisé par les marines des deux nations. Les rebelles prophétisent qu'avant dix ans la Confédération sera la nation la plus grande, la plus puissante et la plus prospère du globe, et que les États-Unis se désintégreront et seront forcés de chercher la protection de l'Angleterre pour éviter qu'ils ne soient écrasés par le Sud. »

L'ascension rebelle au Missouri est de courte durée, cependant, alors que le général John C. Frémont monte rapidement une campagne pour reprendre le Missouri. Et, « ... sans une seule bataille, l'élan change soudainement ». Le 26 septembre, « Frémont se déplace vers l'ouest de St. Louis avec une armée de trente-huit mille hommes. Rapidement, il arrive à Sedalia, au sud-est de Lexington, menaçant de prendre au piège les rebelles contre la rivière ». Le 29 septembre, Price est forcé d'abandonner Lexington, et lui et ses hommes partent dans le sud-ouest du Missouri ; « ... leurs commandants de souhaitent pas prendre de risque, leur politique étant de lancer des attaques seulement lorsqu'ils sont confiants, avec la supériorité numérique, en la victoire ». Price et ses généraux s'attachent solidement à cette stratégie prudente, et similaire à la retraite vers Atlanta de Joseph E. Johnston, la garde de l'État du Missouri de Price recule de plusieurs centaines de kilomètres en face d'une force supérieure. Ils retraitent de l'État et se dirigent vers l'Arkansas et plus tard vers le Mississippi.
De petits reliquats de la garde du Missouri restent dans l'État et combattent lors de batailles isolées tout au long de la guerre. Price se retrouve rapidement au commandement direct et au contrôle de l'armée confédérée. En mars 1862, tout espoir d'une nouvelle offensive dans le Missouri s'évanouit avec une victoire décisive de l'Union à la bataille de Pea Ridge juste au sud de la frontière de l'Arkansas. La garde de l'État du Missouri reste largement intacte en tant qu'unité au cours de la guerre, mais subit de lourdes pertes au Mississippi lors de la bataille d'Iuka et la seconde bataille de Corinth.

### Émancipation de Frémont
John C. Frémont remplace Lyon en tant que commandant du département de l'ouest. À la suite de la bataille de Wilson's Creek, il impose la loi martiale dans l'État et publie un ordre libérant les esclaves des Missourians qui sont en rébellion.

« La propriété, réelle et personnelle, de toutes les personnes de l'État du Missouri qui prendront les armes contre les États-Unis, et dont il sera prouvé directement qu'elles ont pris une part active avec ses ennemis sur le terrain, est déclarée être confisquée pour l'usage public ; et leurs esclaves, s'ils en ont, sont par la présente déclarés libres. »

Ce n'est pas une émancipation générale dans l'État puisqu'elle ne s'étend pas aux esclaves possédés par des citoyens qui restent loyaux. Cela, néanmoins, excède la loi de confiscation de 1861 qui autorise seulement les États-Unis à réclamer la propriété de l'esclave s'il est prouvé que l'esclave « travaille ou est employé dans ou sur un fort, un arsenal naval, un dock, une armurerie, un navire, des tranchées, ou dans tout service militaire ou naval quel qu'il soit, contre le gouvernement et l'autorité légale des États-Unis ». Lincoln, craignant que l'émancipation rende furieux les Missourians neutres et les États esclavagistes sous contrôle de l'Union, donne son accord à la demande du gouverneur Gamble pour abroger l'émancipation et lever la loi martiale.

### Marine des cuirassés et campagnes fluviales

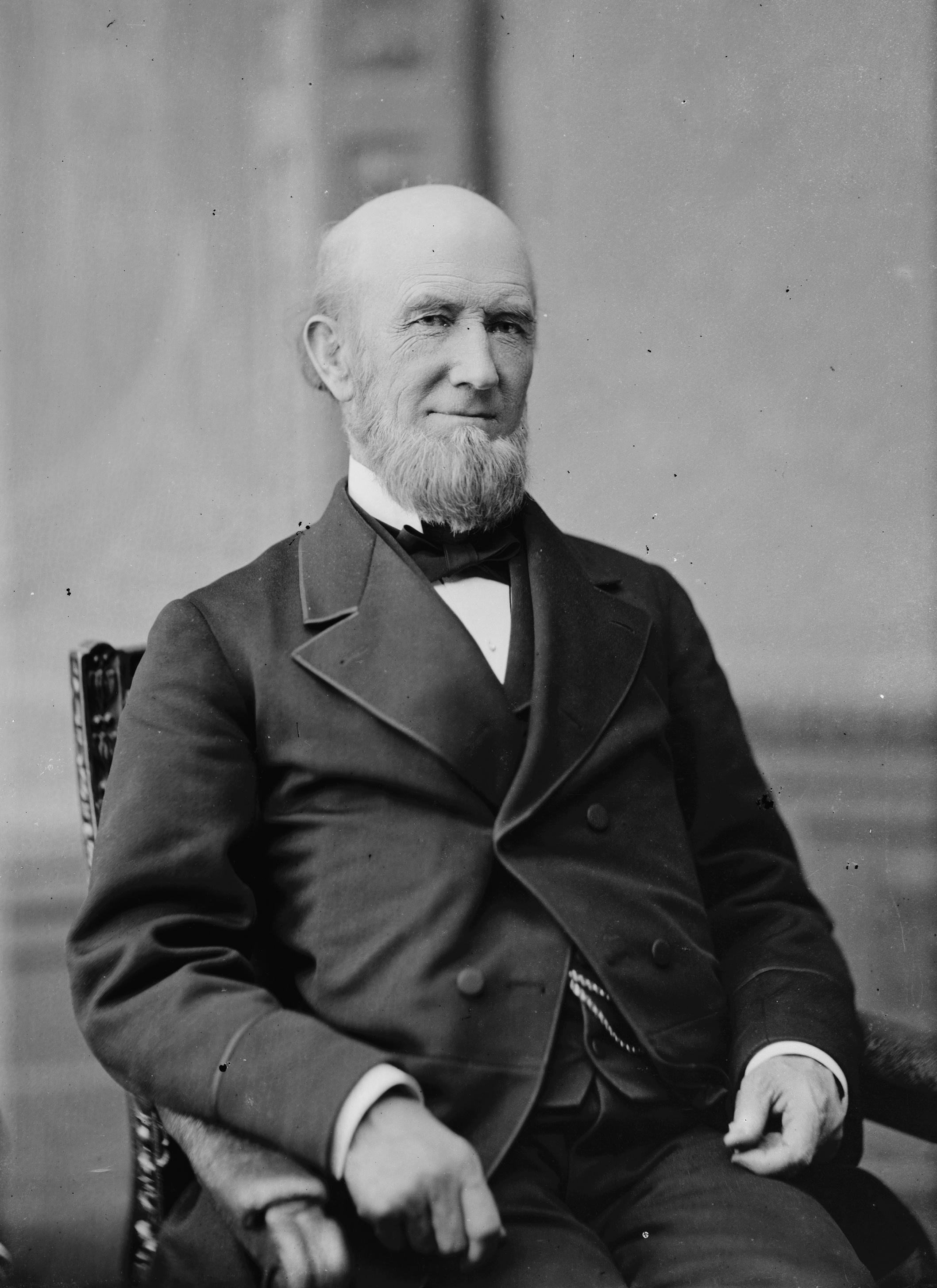
Capitaine James B. Eads

Pendant que diverses forces se battent de manière peu concluante pour le sud-ouest du Missouri, un effort coopératif unique entre l'U.S. Army, l'U.S. Navy et des ressources civiles construit une marine fluviale victorieuse. L'expert en sauvetage fluvial et génie en ingénierie de St. Louis James Buchanan Eads obtient un contrat pour construire une flotte de cuirassés à faible tirant d'eau pour être utilisée sur les rivières de l'ouest. Une relation inhabituelle de coopération entre les officiers de l'armée, qui posséderont les navires, les officiers de la marine, qui les commanderont, aide à accélérer le travail. Puisant sur sa réputation et son mérite personnel et sur celui des unionistes de St. Louis, Eads emploie des sous-traitants dans le Midwest (et vers l'est jusqu'à Pittsburgh) pour produire neuf cuirassés en un peu plus de trois mois. Construits dans les chantiers de la marine de l'Union de Eads dans la banlieue de St. Louis, Carondelet, et dans le chantier naval satellite de Cairo, les sept cuirassés de la classe City. L'Essex, et le cuirassé lourd Benton sont les premiers cuirassés des États-Unis à participer à un combat.

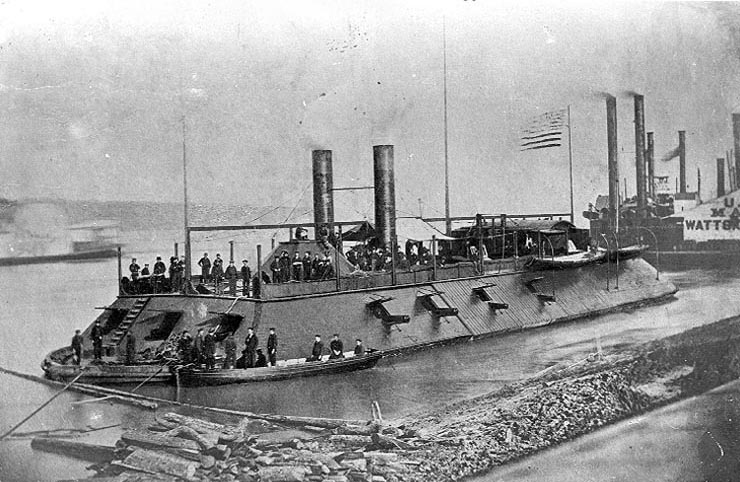
Canonnière de la classe City USS Cairo

Les Benton Barracks (en) de St. Louis deviennent un dépôt de rassemblement pour les troupes occidentales, et en février 1862, le commandant du département du Missouri Henry Halleck approuve une invasion conjointe de l'ouest du Tennessee le long de la rivière Tennessee et de la rivière Cumberland. Les troupes de l'armée sous les ordres d'Ulysses S. Grant, avec l'escadre du fleuve Mississippi nouvellement construite commandée par l'amiral Andrew Hull Foote, capture le fort Henry et le fort Donelson, déstabilisant le périmètre défensif confédéré dans l'ouest. Après la bataille de Shiloh qui suit, l'armée fédérale pousse vers le nord du Mississippi, alors que la flotte de canonnière de déplace en aval du Mississippi avec les troupes fédérales en coopération, capturant systématiquement chacune des positions confédérées au nord de Vicksburg.

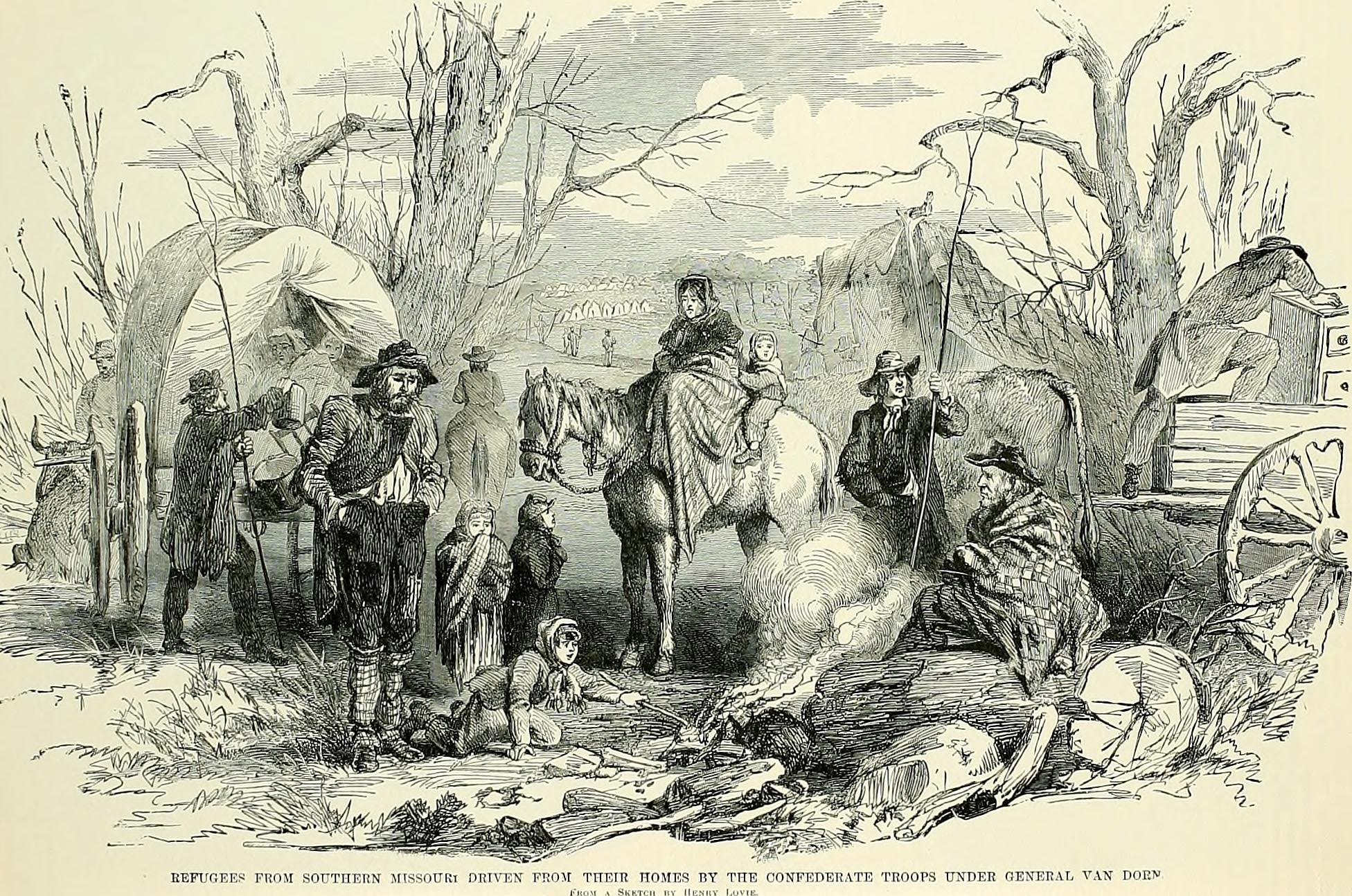
Réfugiés de l'Union, 1862

La stratégie fluviale place la Confédération sur la défensive dans l'ouest pour reste de la guerre, et met fin en réalité aux efforts confédérés significatifs pour reprendre le Missouri. La défaire de l'armée confédérée sous les ordres de Earl Van Dorn, Benjamin McCulloch et Price dans le nord de l'Arkansas à la bataille de Pea Ridge décourage encore plus les dirigeants confédérés sur la sagesse, ou la possibilité d'occuper le Missouri. L'action militaire confédérée suivante dans l'État sera limitée à quelques grands raids (particulièrement le raid de Shelby de 1863 (en) et le raid de Price de 1864), et un soutien partiel des activités de la guérilla du Missouri.

### Commission sanitaire occidentale
Pendant la guerre, des milliers de réfugiés noirs affluent à St. Louis, où la société de secours des esclaves affranchis, la société d'aide aux femmes de l'Union, la commission sanitaire occidentale, et l'American Missionary Association (AMA) mettent en place des écoles pour leurs enfants.
La commission sanitaire occidentale est une agence privée basée à St. Louis et une rivale de la commission sanitaire des États-Unis plus grande. Elle fonctionne pendant la guerre pour aider l'armée des États-Unis à gérer les soldats malades et blessés. Elle est dirigée par des abolitionnistes et spécialement après la guerre se focalise plus sur les besoins des esclaves affranchis. Elle est fondée en août 1861, sous la direction du révérend William Greenleaf Eliot, pour prendre soin des soldats blessés après le début des batailles. Elle est soutenue par une levée de fonds privés dans al ville de St. Louis, et aussi par des donateurs en Californie et de Nouvelle-Angleterre. Parrish explique qu'elle a sélectionné des infirmières, fournit des fournitures d'hôpital, mis en place plusieurs hôpitaux, et équipé plusieurs navires-hôpitaux. Elle fournit aussi des vêtements et des lieux d'accueils pour les esclaves affranchis et les refugiés, et mis en place des écoles pour les enfants noirs. Elle continue à financer différents projets philanthropiques jusqu'en 1886,.

## Guérilla, 1862–1864

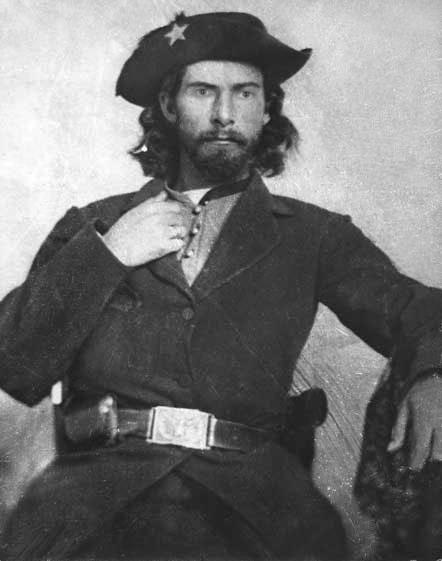
William T. "Bloody Bill" Anderson

La bataille de Wilson's Creek est le dernier engagement à grande échelle au Missouri jusqu'au retour de Sterling Price en 1864 dans une ultime tentative de reprendre l'État. Dans l'intervalle, l'État est sujet de la guérilla endémique dans laquelle les rangers partisans sudistes et les bushwhackers combattent des irréguliers basés au Kansas connus comme les Jayhawkerset les Redlegs ou Redleggers (des guêtres rouges portés au bas de leurs jambes) et leurs alliés de l'Union.
Les raids des Jayhawkers contre les « sympathisants confédérés » civils supposés aliènent les Missourians et rendent le maintien de la paix plus difficile pour le gouvernement provisoire unioniste. Alors que la major général Henry Halleck écrit au général John C. Frémont en septembre 1861 que le pillard Jayhawker Jim Hale doit être enlever de la frontière du Kansas car « quelques raids supplémentaires similaires » rendraient le Missouri « unanimement contre nous comme l'est la Virginie orientale ». Alors que la violence des jayhawkers aliènent les communautés qui autrement serait des soutiens loyaux de l'Union, les bandes de maraude de bushwhackers pro-sécessionnistes prolongent la violence de la guérilla et le banditisme absolu, spécialement dans les comtés septentrionaux du Missouri. Le major général John Pope, qui supervise le Missouri septentrional, accuse les citoyens locaux de ne pas faire suffisamment de mettre à bas les guérillas de bushwhackers et ordonne aux locaux de lever des milices pour les contrer. « Un refus aboutirait à faire venir une force d'occupation fédérale dans leurs comtés »". L'approche musclée de Pope, d'Ewing et de Frémont aliène même les civils qui souffrent des bushwackers.
Bien que la guérilla survienne dans la plupart de l'État, les incidents les plus notables se produisent dans le Missouri septentrional et sont caractérisés par des embuscades d'individus ou de famille dans les régions rurales. Ces incidents sont particulièrement abominables en raison de leur nature d'autodéfense qui est en dehors du commandement et du contrôle de l'un des camps et souvent dressent des voisins contre des voisins. Les civils de tous côtés font face au pillage, à la violence et à d'autres déprédations.

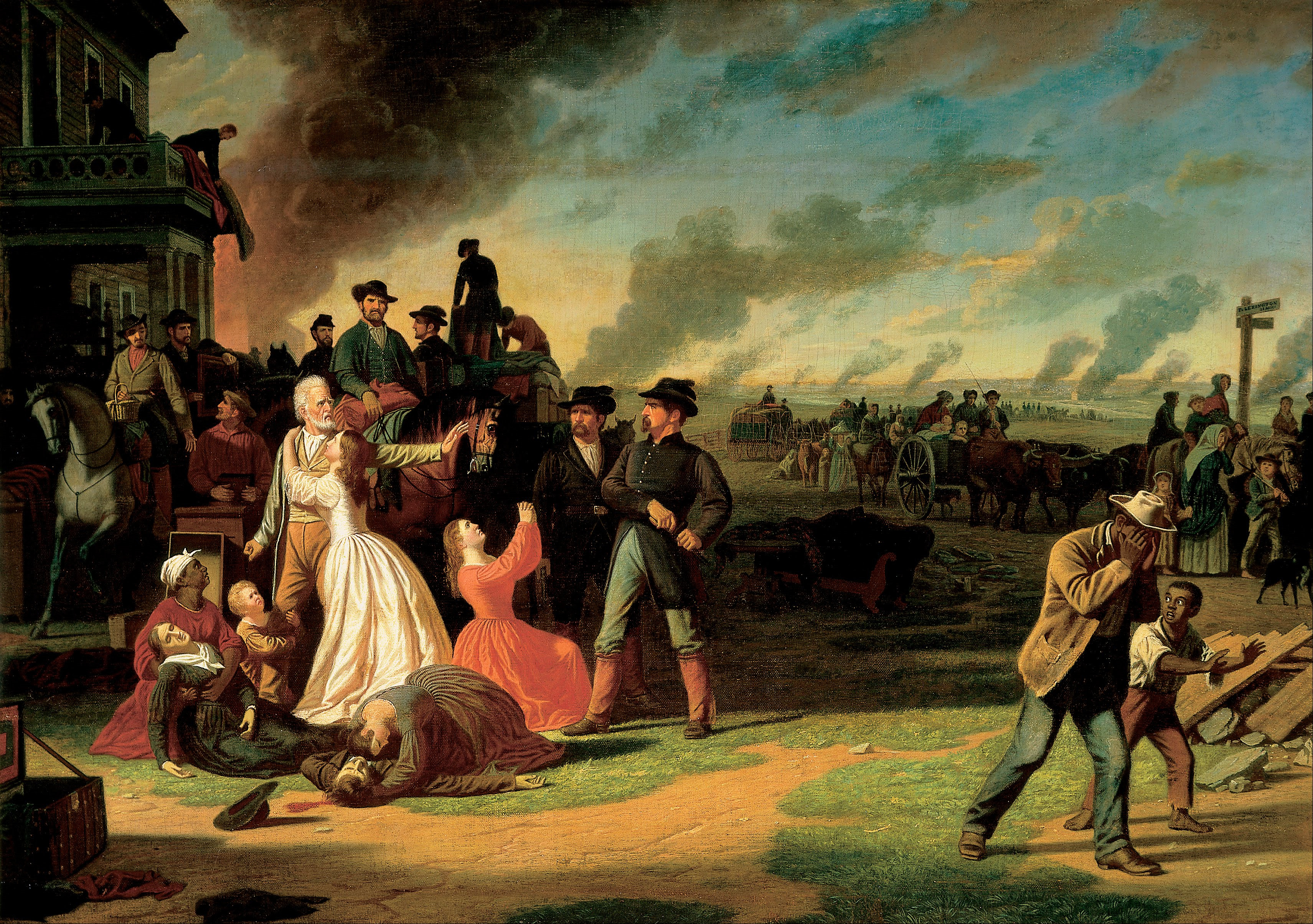
Peinture de George Caleb Bingham de l'ordre général no 11. Dans ce célèbre travail de propagande, le général Thomas Ewing est assis sur un cheval en train de regarder les Red Legs (jambes rouges).

Sans doute les incidents les plus coûteux de guérilla sont le sac d'Osceola (en), l'incendie de Platte City (en), et le massacre de Centralia. Parmi les bushwahckers, les plus célèbres sont les pilleurs de William C. Quantrill, Silas M. Gordon (en), William "Bloody Bill" Anderson et un jeune Jesse James.

### Ordre général No. 11
En 1863, à la suite du massacre de Lawrence au Kansas, le général de l'Union Thomas Ewing, Jr. accuse les fermiers dans le Missouri rural soit d'avoir participé au massacre, soit de l'avoir soutenu. Il publie l'ordre général No 11 (en) qui oblige tous les résidents des régions rurales des quatre comtés (Jackson, Cass, Bates, Vernon) au sud de la rivière Missouri sur la frontière du Kansas de quitter leur propriété, qui sera alors incendiée. L'ordre s'applique aux fermiers quelle que soit leur loyauté, bien que ceux qui peuvent prouver leur loyauté à l'Union puissent rester dans les villes désignées et ceux qui ne peuvent pas sont entièrement exilés. Parmi ceux qui sont obligés de quitter se trouvent le fondateur de Kansas City John Calvin McCoy (en) et son premier maire William S. Gregory (en).

## Actions militaires ultérieures, 1864–1865

### Raid de Price

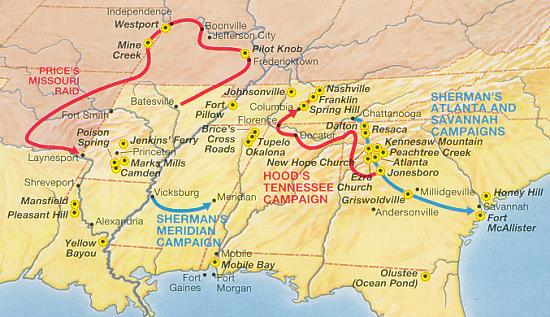
Raid de Price sur le théâtre occidental, 1864

En 1864, avec la Confédération qui perd clairement la guerre, Sterling Price rassemble sa garde du Missouri et lance une ultime offensive pour prendre le Missouri. Cependant, Price est incapable de répéter ses campagnes victorieuses de 1861 dans l'État. Frappant dans la partie sud-est de l'État, Price se déplace vers le nord et tenté de capturer le fort Davidson mais échoue. Ensuite, Price cherche à attaquer St. Louis mais la trouve trop lourdement fortifiée et part vers l'ouest parallèlement à la rivière Missouri. Cela l'amene à traverser le pays relativement amical de « Boonslick », qui a fourni un grand pourcentage des volontaires du Missouri qui ont rejoint l'armée des États confédérés. Ironie du sort, bien que Price émette des ordres contre le pillage, de nombreux civils pro-confédérés dans cette région (connue sous le nom de « Little Dixie » après la guerre) souffrent de pillages et de déprédations de la part des hommes de Price.
Les fédéraux tentent de retarder la progression de Price au cours de deux escarmouches mineures et substantielles à Glasgow et Lexington. Price trace son chemin jusqu'à l'extrémité occidentale de l'État, prenant part à une série de batailles amères à Little Blue River, Independence et à Byram's Ford. Sa campagne du Missouri culmine lors de la bataille de Wesport, au cours de laquelle 30 000 troupes combattent, aboutissant à la défaite de son armée. Les confédérés de Price retraitent au travers du Kansas et du territoire indien dans l'Arkansas, où ils restent jusqu'à la fin de la guerre.

## Conséquences

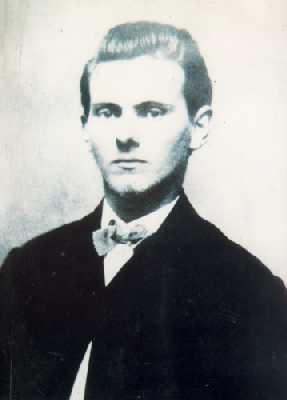
Jesse James

Comme le Missouri est resté dans l'Union, il n'a pas souffert de l'occupation militaire extérieure ou d'autres aspects extrêmes de l'ère de la Reconstruction. Le gouvernement de l'État immédiatement après-guerre est contrôlé par les républicains, qui tentent de mettre en œuvre une « reconstruction interne », interdisant aux anciens sécessionnistes politiquement puissants de participer au processus politique et en renforçant la population afro-américaine nouvellement émancipée de l'État. Cela aboutit à une insatisfaction majeure parmi de nombreux groupes politiquement importants, et fournit des opportunités aux éléments réactionnaires dans l’État.
Les démocrates redeviennent le pouvoir dominant de l'État en 1873 grâce à une alliance avec des ex-confédérés revenus, dont presque tous ont fait partie de l'aile anti-Benton pro-esclavagiste du parti démocrate du Missouri avant la guerre de Sécession. Le parti démocrate unifié exploite les thèmes des préjugés raciaux et sa propre version de la « cause perdue » du Sud, qui dépeint les Missouriens comme des victimes de la tyrannie et des outrages fédéraux, et dépeint les unionistes et les républicains du Missouri comme des traîtres à l'État et des criminels. Ce détournement du récit historique est largement couronné de succès, et assure le contrôle de l'État au parti démocrate jusqu'aux années 1950. La résurgence ex-confédérée/démocrate déjoue également les efforts visant à autonomiser la population afro-américaine du Missouri, et inaugure la version de la législation « Jim Crow » de l'État. Elle est motivée à la fois par des préjugés raciaux répandus et par le fait que les anciens esclaves sont susceptibles d'être des électeurs républicains fiables.
Beaucoup de journaux dans les années 1870 du Missouri sont véhéments dans leur opposition aux politiques républicaines radicales nationales, pour des raisons politiques, économiques et raciales. Le célèbre gang James-Younger tire parti de cela et deviennent des héros populaires alors qu'il volent des banques et des trains tout en obtenant une presse sympathique des journaux de l'État - notamment le Kansas City Times (en) fondé par John Newman Edwards (en). Jesse James, qui a combattu aux côtés du Bushwhacker « Bloody Bill » Anderson à Centralia, tente d'excuser son meurtre d'un résident de Gallatin lors d'un vol de banque, disant qu'il pensait tuer Samuel P. Cox, qui a traqué Anderson après Centralia. En outre, les activités d'autodéfense des Bald Knobbers (en) dans le sud-ouest du Missouri au cours des années 1880 sont interprétées par certains comme une continuation de la guerre de guérilla liée à la guerre de Sécession.